# Nuk'ri Revishvili
Nuk'ri Revishvili (in georgiano ნუკრი რევიშვილი?; Tbilisi, 2 marzo 1987) è un ex calciatore georgiano, di ruolo portiere.

## Carriera

### Club
Ha iniziato a giocare nel calcio professionistico col Rubin, giocando per sole 7 partite e subendo 7 gol.
Nel 2010 è passato all'Anži. Durante la sua permanenza all'Anži, mette in mostra bellissime parate, essendo decisivo più di una volta per la sua squadra. Così facendo si guadagna anche il posto di portiere titolare. Il 23 dicembre 2011 passa a titolo definitivo al Krasnodar.

## Palmarès
- Campionato russo: 2

Rubin: 2009, 2010
- Campionato maltese: 1

Valletta: 2013-2014
- Coppa di Malta: 1

Valletta: 2013-2014